# Бабушкіна кринка
ВАТ «Бабушкіна кринка» — велике підприємство харчової, зокрема сиро-молочної промисловості, розташоване в місті Могильові Могильовської області, Білорусі засноване в 1979 році. Є складовою групи компаній МГО «Мясомолпром» є провідним у своїй галузі у цілому по країні, має багато відзнак і нагород за якість і властивості продукції, яка випускається під торговою маркою «Бабушкина кринка».
ВАТ «Бабушкіна кринка» розташоване за адресою:
Республика Беларусь 212013, г. Могилев, ул. Ак. Павлова, 3.

## Діяльність, потужності, продукція
ВАТ «Бабушкіна кринка» є юридичною особою, здійснює свою діяльність на основі Статуту й спрямовує її на найповніше задоволення потреб населення в продовольчих товарах, поєднуючи інтереси населення і членів трудового колективу. Головною сферою діяльності підприємства є організація закупки молока у сільгоспвиробників і населення та подальша ефективна переробка всіх його складових на високоякісний продукт.
Напрями діяльності підприємства:
- переробка молочної продукції
- виробництво сирів твердих і плавлених;
- виробництво масла тваринного, продукції з незбираного молока;
- виробництво сухої молочної сироватки;
- оптово-роздрібна і фірмова торгівля;
- виробництво інших продовольчих товарів.

## Виноски
1. ↑  https://blr.belta.by/infographica/view/daty-gistoryi-85-gadou-vitsebskaj-gomelskaj-minskaj-i-magileuskaj-ablastsjam-18134/
2. ↑  ЗАТ «ВАТ «Бабушкина кринка»»